# Riccardo II d'Inghilterra
Riccardo II (Bordeaux, 6 gennaio 1367 – Pontefract, 14 febbraio 1400) è stato re d'Inghilterra dal 1377 al 1399.

## Biografia
Riccardo era figlio di Edoardo, principe di Galles e di Giovanna di Kent, e nipote del re Edoardo III. Il Principe Nero, abile soldato, si era distinto sui campi di battaglia nella prima fase della guerra dei cent'anni, in particolare durante la battaglia di Poitiers del 1356. Nel 1370, durante una campagna militare in Spagna, il Principe di Galles si ammalò di dissenteria: tornato in Inghilterra, morì a Westminster qualche anno dopo, nel 1376, lasciando come erede al trono il giovane Riccardo.
Riccardo Plantageneto era nato nell'abbazia di Sant'Andrea di Bordeaux, nel territorio del principato inglese di Aquitania, il 6 gennaio 1367. Secondo le cronache del tempo tre sovrani parteciparono alla nascita del principe: il re di Castiglia, quello di Navarra e quello del Portogallo. Questo aneddoto, assieme al fatto che Riccardo fosse nato proprio il giorno dell'Epifania, portarono alla realizzazione del Dittico Wilton, nel quale Riccardo è raffigurato come uno dei tre re che rendono omaggio alla Vergine e al Bambino. Il fratello maggiore di Riccardo, Edoardo d'Angoulême, morì nel 1371 e Riccardo divenne il secondo in linea di successione al trono di suo nonno Edoardo III.

### La prima giovinezza

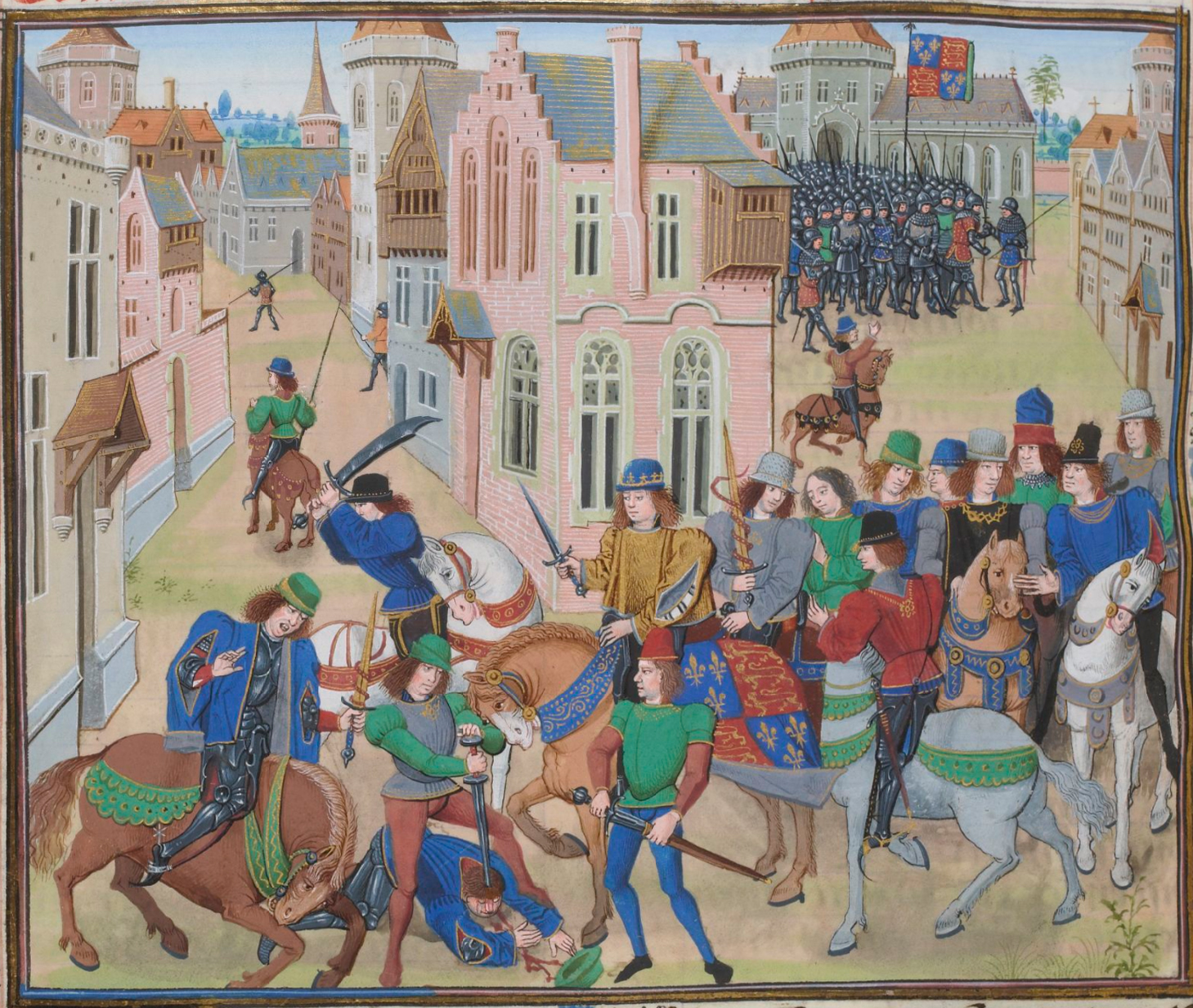
Riccardo II assiste alla morte di Wat Tyler e si rivolge ai contadini in disparte

Giovanni, duca di Lancaster, suo zio, a capo di un consiglio di dodici membri, governò per conto di Riccardo nei primi anni del suo regno e fu con la rivolta dei contadini del 1381 che Riccardo venne alla ribalta. Fu lui a dover negoziare con Wat Tyler, John Ball e con gli altri capi ribelli e le loro schiere di migliaia di armati, cosa che indubbiamente richiese del coraggio per un ragazzo di soli quattordici anni. Il 14 giugno Riccardo con l'arcivescovo Simon Sudbury, incontrò i ribelli e offrì il perdono ai capi della ribellione, accordando loro tutto ciò che chiedevano. Ma la fazione estremista dei ribelli, giudicando Sudbury e altri cortigiani traditori, mentre portavano a termine la stesura dei documenti li catturarono, li decapitarono e si riversarono per le strade di Londra, commettendo tutta una serie di uccisioni, tra cui una strage di fiamminghi.
Il mattino seguente Riccardo incontrò Tyler, che pare aumentasse le richieste dei rivoltosi e usasse poco rispetto nei confronti del re e del suo seguito; fu allora che William Walworth colpì Tyler uccidendolo, mentre il giovane re si rivolse ai contadini privi del loro capo e titubanti, invitandoli a tornare alle loro case e guidandoli sino alle porte della città, senza altro spargimento di sangue. Rimane dubbio se Riccardo avesse premeditato ciò. Comunque queste azioni ebbero l'effetto di disperdere le forze ribelli dalle strade di Londra, rispedendole nelle contee di provenienza, dove la rivolta si esaurì nell'arco di poche settimane e alla fine dei disordini seguì una repressione severa, che però, seguendo vie legali, fu priva di ferocia. Il giovane re sembrò essere molto promettente. Appena divenne adulto, tuttavia, dimostrò un'impressionante incapacità a concludere accordi e compromessi, i quali erano un aspetto essenziale della politica e della diplomazia del 1300, portandolo infine alla rovina.
Comunque, anche per le difficoltà interne di cui sopra, la guerra con la Francia, dopo lo sfortunato attacco a Saint-Malo (1378), gradualmente si spense e per tutto il regno di Riccardo non riprese più. Anzi dopo la crociata contro il conte Luigi II delle Fiandre, appoggiata dal papa Urbano VI, e truppe inglesi, guidate dal vescovo di Norwich, nelle Fiandre filo inglesi, conclusasi con un nulla di fatto, e l'aiuto dato a Gand assediata, tra Francia e Inghilterra venne stipulata una tregua, che a marzo del 1396, a Parigi, alle nozze di Riccardo e Isabella di Valois, fu prorogata per ventotto anni.

### Rapporto tra la Hansa e il regno d'Inghilterra, sotto Riccardo II
Nel 1378, subito dopo essere salito al trono, i rapporti del regno con la Hansa si fecero tesi, in quanto ai mercanti inglesi che reclamavano un trattamento di favore nei porti del Baltico, come i mercanti della Hansa ricevevano in Inghilterra, fu risposto negativamente da un'assemblea della Hansa tenutasi a Lubecca.
Una delegazione anseatica, però si recò a Londra e riuscì a farsi confermare da Riccardo i privilegi acquisiti con Edoardo I d'Inghilterra in cambio di una vaga promessa di concedere gli stessi privilegi ai mercanti inglesi, nei porti della Hansa. L'Hansa riuscì però a eludere le proprie responsabilità, sino a che nel 1386, si arrivò all'interruzione dei rapporti e del commercio con conseguenti attacchi al naviglio avversario e rappresaglie.
Nel 1388 fu firmato un trattato che permetteva ai mercanti inglesi di tornare a Danzica e in tutti gli altri porti prussiani. Dopo poco tempo però le agevolazioni ai mercanti inglesi furono soppresse e la situazione tra il regno d'Inghilterra e la Hansa tornò a essere di tensione continua per tutta la durata del regno di Riccardo.

### Prima crisi del 1387-88

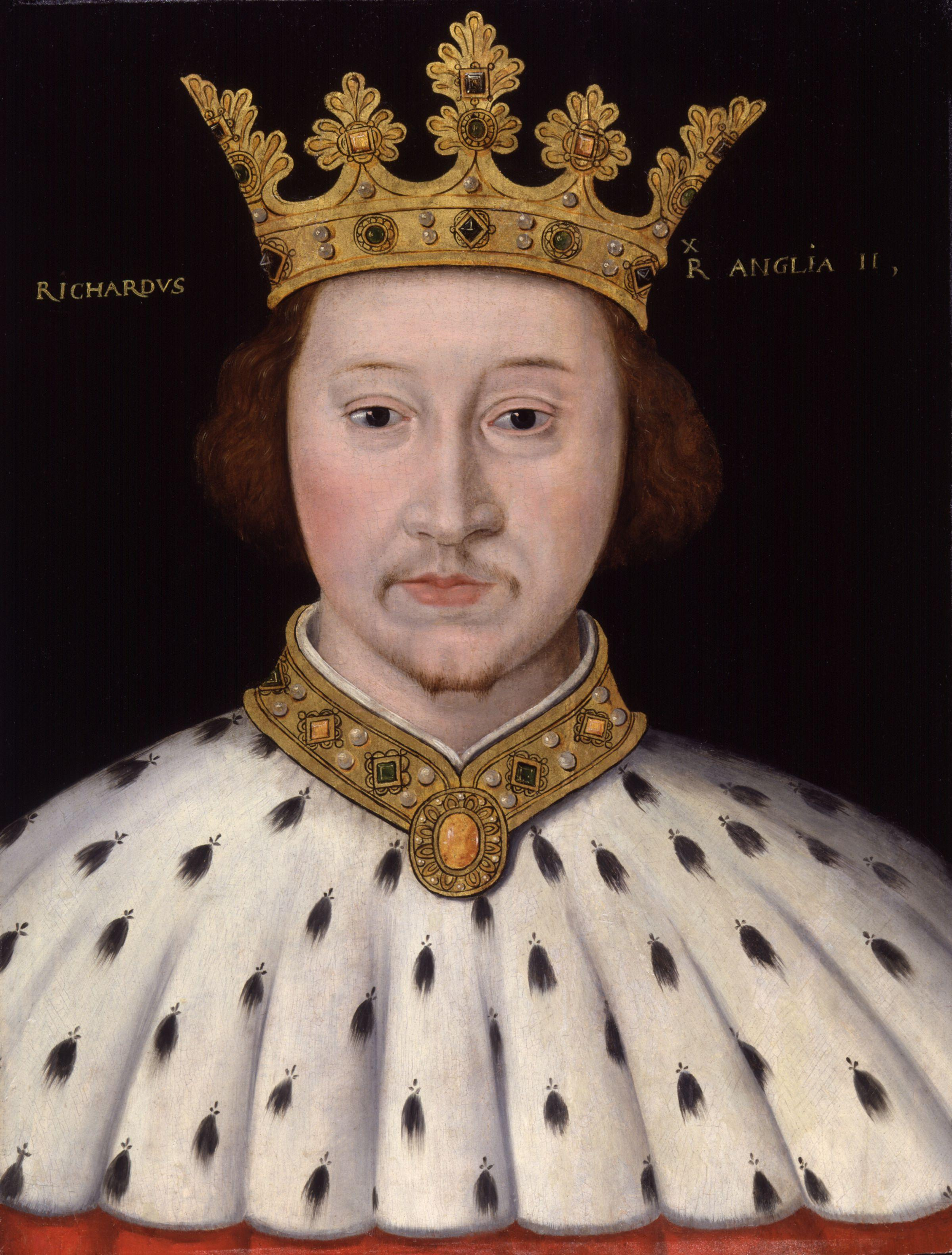
Ritratto immaginario del re risalente al 1620

Appena Riccardo prese il controllo degli affari di governo, estromise molti dei nobili affermati, quali Thomas de Beauchamp, XII conte di Warwick, Richard FitzAlan, XI conte di Arundel, e suo zio, Tommaso Plantageneto, I duca di Gloucester. Per il suo consiglio si rivolse invece a un ristretto circolo di favoriti, uomini come il diletto Robert de Vere, duca d'Irlanda, Conte di Oxford e Michael de la Pole, I Conte di Suffolk, che Riccardo elevò alla dignità di conte e nominò Cancelliere d'Inghilterra. I nobili che il monarca aveva trascurato, formarono il primo nucleo di un gruppo ostile, il quale si definì dei “Lord Appellanti”. Appare chiaro che il concetto basilare del loro appello fu di continuare la guerra contro la Francia, in opposizione alla politica pacifista di Riccardo; scopo che molti di loro inseguirono per tornaconto personale, piuttosto che per l'interesse della nazione.
Comunque il parlamento si riunì nell'ottobre del 1386 e, sotto la pressione dei Lord Appellanti, richiese a Riccardo di rimuovere i suoi impopolari consiglieri. Mentre il de Vere fu esiliato in Irlanda (Riccardo lo nominò duca d'Irlanda), il re dovette accettare che il Conte di Suffolk, nel 1387, fosse sostituito dal fratello del conte di Arundel e poi fosse giudicato, multato e messo in carcere, per un breve periodo. Il re chiuse i lavori del parlamento e si mise a percorrere tutte le contee, cercando appoggi. Rientrò a Londra, solo nel novembre 1387. Riccardo dispose l'arresto del Conte di Arundel, uno dei leader dei Lord Appellanti, mentre il duca d'Irlanda, de Vere, aveva raccolto un esercito, nel Cheshire, e si diresse verso Londra ma, il 20 dicembre, fu sopraffatto dalle forze dei predetti Lord a Radcot Bridge, nell'Oxfordshire e il sovrano fu costretto a sottomettersi completamente, correndo il rischio di essere deposto.
Nel 1388 il parlamento inglese si riunì il 3 febbraio e, noto come il cattivo parlamento, concluse i suoi lavori il 4 giugno, mise sotto accusa l'operato del re e dei suoi consiglieri. Riccardo cercò di invalidare i capi di accusa attraverso il parere di eminenti giuristi, ma gli fu risposto che la camera dei lord non era vincolata né al diritto romano né ad alcun giudice di grado inferiore, per cui i consiglieri vennero giudicati sulla base dei capi di accusa e condannati (otto furono giustiziati per tradimento e gli altri furono esiliati). Eliminati gli impopolari consiglieri di Riccardo II, per undici mesi l'Inghilterra rimase sotto il controllo del partito degli accusatori, con il monarca spogliato di quasi tutta la sua autorità.

### Una pace fragile

Westminster Hall all'inizio del XIX secolo

Negli anni che seguirono Riccardo sembrava aver recepito la lezione del 1387 e divenne più cauto nel trattare con i baroni. Nel 1390 fu organizzato un torneo per celebrare la maggiore età del sovrano e la ritrovata armonia da quando era tornato dalla Spagna Giovanni, duca di Lancaster per guidare i Lord Appellanti. La squadra dei cavalieri di Riccardo, I Cervi, indossarono tutti il medesimo simbolo, un cervo bianco, che il sovrano aveva scelto per se stesso.
Riccardo inoltre accordò preferenza a interessi signorili quali il buon cibo, insistendo che venissero usati a corte i cucchiai. Abbellì Westminster Hall con un nuovo soffitto ligneo e si dimostrò un erudito mecenate delle arti, dell'architettura e della letteratura. In questo senso può esser visto come un primo esempio di ciò che più tardi fu il principe modello del Rinascimento. I suoi gusti tuttavia precorrevano i tempi e molti cominciarono a farlo vedere come un altro Edoardo II, in qualche modo indegno dell'eredità militare dei Plantageneti, visti i suoi gusti raffinati. Riccardo fu privo della sete di battaglia di suo nonno: la campagna di Scozia del 1385 non fu decisiva e firmò una tregua di 28 anni con la Francia nel 1396, che risultò immensamente impopolare in patria, malgrado gli utili che la pace portò al regno.
L'impegno di Riccardo II verso la pace anziché la guerra può essere ravvisato anche nella sua prima spedizione in Irlanda nel 1394. Egli suggerì una politica assennata basata sulla comprensione che i ribelli irlandesi erano spinti dal malcontento nei confronti dei proprietari terrieri inglesi assenteisti e che forse i sediziosi avevano diritto a qualche risarcimento. Coloro i quali egli classificò come i “selvaggi irlandesi” (gli irlandesi indigeni che non avevano aderito alla causa ribelle), furono trattati con benevolenza e rispetto. Comunque il viaggio da Waterford a Dublino ebbe più il carattere di una campagna che di un viaggio reale.
Nonostante la sua attitudine a pensare in maniera progressista per proteggere la cultura e le arti, Riccardo sembrò aver sviluppato un'ardente dedizione all'antico ideale del "Divine Right of Kings", ossia il sentimento che egli doveva essere indiscusso e libero da vincoli nel modo in cui egli governava il regno. Egli divenne un accanito sostenitore della tradizione, insistendo nell'essere appellato “Maestà” e “Altezza” e sedendo solo per ore indossando la corona; coloro che gli si rivolgevano dovevano mantenere lo sguardo abbassato in segno di deferenza. Dopo la morte della regina Anna, nel 1394, divenne ancora più rigido. Commissionò il primo ritratto reale, un evento molto solenne in cui egli guardava austero verso il basso. Nel dittico di Wilton House, Riccardo fu ritratto insieme a Giovanni Battista e ai santi re anglosassoni Edmondo ed Edoardo il Confessore, il che rifletteva non solo la sua attitudine verso il proprio regno, ma anche la sua sincera devozione religiosa.

### Seconda crisi del 1397-99 e deposizione di Riccardo
A gennaio del 1397 Riccardo, ritenendo di avere il controllo della situazione, decise di convocare, dopo tre anni che non veniva riunito, il parlamento che fu docile nei suoi confronti, ma non appoggiò la sua politica estera di alleanza con la Francia, anzi dovette subire una reprimenda di Gloucester per avere evacuato Brest, il 12 giugno, a seguito degli accordi con la Francia. Comunque Riccardo decise di liberarsi dei Lord Appellanti che avevano limitato il suo potere, negli ultimi dieci anni. Li invitò a un banchetto, il 10 luglio, con l'intenzione di farli arrestare. Solo Warwick si presentò e fu arrestato, Gloucester fu convocato a Londra il giorno dopo e inviato a Calais, mentre Arundel si arrese al re poco dopo. Fu riunito il parlamento e i tre furono giudicati e condannati per tradimento. Il Conte di Arundel, sempre scortese con il re, fu condannato e giustiziato mentre Gloucester, che aveva accettato le accuse, e dato per morto, in prigionia, a Calais, fu ugualmente condannato e infine Warwick fu esiliato. Libero finalmente di esercitare la sua autorità dispotica, epurò tutti coloro che reputava non completamente obbedienti al suo volere, conforme all'idea di divenire il principe scelto da Dio e governò con ampi poteri per circa un anno e mezzo.
Riccardo era ancora privo di figli. L'erede al trono era il cugino, Roger Mortimer, quarto conte di March, figlio della cugina del sovrano Filippa Plantageneta, unica figlia di Lionello Plantageneto, I duca di Clarence, terzogenito di Edoardo III. Dopo l'assassinio, in Irlanda, di Roger Mortimer nel 1398, erede presunto era ora il figlio settenne di Roger, Edmondo Mortimer quinto conte di March. Il sovrano tuttavia era più preoccupato per Enrico di Bolingbroke, figlio ed erede di Giovanni, duca di Lancaster, il quale era stato esiliato con un falso pretesto nel 1399. Dopo la morte di Giovanni, Riccardo confiscò anche le terre di suo figlio Enrico, distribuendole tra i suoi fidi. Alcuni storici hanno visto ciò come un atto pensato per portare maggior armonia in Inghilterra. Il patrimonio di Enrico era immenso, vasto abbastanza da essere reputato come un piccolo Stato all'interno di quello più grande d'Inghilterra e quindi un ovvio ostacolo sulla strada di un'unica e pacifica nazione. In ogni caso, Riccardo stava semplicemente seguendo la politica dei suoi antenati Enrico II ed Edoardo I nell'impadronirsi delle terre di potenti nobili per accentrare il potere nelle mani della Corona.
A questo punto Riccardo II partì per una campagna in Irlanda, per vendicare Roger Mortimer e ripristinare l'autorità regia, permettendo così a Bolingbroke di sbarcare nello Yorkshire, con un esercito, per rivendicare le terre del padre. I modi dispotici del sovrano, fonte di preoccupazione e profondamente impopolari tra molti aristocratici, facilitarono Bolingbroke nel prendere il rapido controllo di buona parte dell'Inghilterra meridionale e orientale. Bolingbroke in principio voleva unicamente la restituzione del suo patrimonio e la restaurazione del potere dei Lord Appellanti, accettando il diritto di Riccardo II a essere re e di March a succedergli. Tuttavia quando il sovrano tornò sulla terraferma, in Galles, un'ondata di malcontento si stava propagando in Inghilterra. Durante l'assenza del re, Bolingbroke, abbastanza benvoluto, fu incitato a impossessarsi della corona.

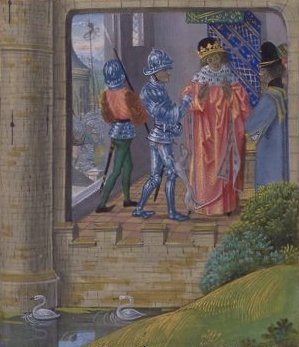
Riccardo preso in custodia dal conte del Northumberland

Riccardo sbarcò nel Galles e si diresse a Chester dove era giunto anche Bolingbroke, il 9 agosto 1399. Riccardo fu catturato al castello di Conwy in Galles e portato a Chester, dove il 19 fu convocato il parlamento per il 30 settembre. Riccardo tentò la fuga ma fu catturato e condotto a Londra, dove la folla lo bersagliò di rifiuti. Venne quindi condotto e custodito nella Torre di Londra e alla fine fu costretto ad abdicare. Su sua richiesta, fu portato davanti al parlamento, dove ufficialmente rinunciò alla corona e fu oggetto di 33 capi di accusa (incluse le sentenze di vendetta emesse contro i Lord). Non gli fu permesso di rispondere alle accuse. Il parlamento accettò quindi Enrico Bolingbroke (Enrico IV) come nuovo re.
Riccardo, condannato alla prigione a vita, fu detenuto nel castello di Pontefract e probabilmente ivi assassinato (o fatto morire di fame) dopo che in gennaio alcuni suoi partigiani avevano tentato una ribellione nel 1400. Morì intorno al 17 febbraio.

Cervo bianco, distintivo araldico di Riccardo II, durante il suo regno tentò di mettere i distintivi araldici fuori legge, fallendo

Il corpo di Riccardo fu esposto nella vecchia cattedrale di St. Paul, per far constatare a tutti l'effettivo decesso dell'ex sovrano, e fu sepolto nella chiesa di Kings Langley. La sua bara fu mal progettata, pertanto si dimostrò facile per i visitatori irriverenti di inserire le mani attraverso le varie aperture del feretro e manometterne il contenuto. Si dice che uno scolaro portò via la mandibola della salma. Voci che Riccardo fosse ancora in vita continuarono a circolare durante il regno di Enrico V, che decise di farne trasferire i resti molto solennemente nella sede definitiva dell'Abbazia di Westminster, nel 1413. Tutto questo non impedì che un impostore, il cui nome era Tomas Ward di Trumptington, si spacciasse per il redivivo Riccardo II e, preso sotto l'ala protettrice del Duca di Albany, diventasse il riferimento di tutta l'opposizione ad Enrico V. Nel complotto di Southampton i congiurati cercarono, per darsi una legittimità, di portare dalla propria parte proprio il redivivo (finto) Riccardo II, ma non si trovò l'accordo con Robert Stewart Duca di Albany.

## Il legame con Geoffrey Chaucer
Geoffrey Chaucer servì Riccardo II come diplomatico e ispettore dei lavori eseguiti per conto del re. Il loro rapporto fu apparentemente fecondo. Nella decade antecedente alla morte di Chaucer, Riccardo gli elargì diversi regali e rendite, incluse venti sterline all'anno di vitalizio nel 1394 e 252 galloni di vino all'anno nel 1397. Chaucer morì il 25 ottobre 1400.

## Ascendenza
|                                       |                         |                                     | Genitori               |  |  | Nonni |  |  | Bisnonni                 |  |  | Trisnonni               |  |
|                                       |                         |                                     |                        |  |  |       |  |  | Edoardo II d'Inghilterra |  |  | Edoardo I d'Inghilterra |  |
|                                       |                         |                                     |                        |  |  |       |  |  | Edoardo II d'Inghilterra |  |  | Edoardo I d'Inghilterra |  |
|                                       |                         | Eleonora di Castiglia               |                        |  |  |       |  |  | Edoardo II d'Inghilterra |  |  |                         |  |
| Edoardo III d'Inghilterra             |                         |                                     |                        |  |  |       |  |  | Edoardo II d'Inghilterra |  |  |                         |  |
|                                       |                         | Isabella di Francia                 | Filippo IV di Francia  |  |  |       |  |  |                          |  |  |                         |  |
|                                       |                         | Isabella di Francia                 | Filippo IV di Francia  |  |  |       |  |  |                          |  |  |                         |  |
|                                       |                         | Isabella di Francia                 | Giovanna I di Navarra  |  |  |       |  |  |                          |  |  |                         |  |
| Edoardo il Principe Nero              |                         | Isabella di Francia                 |                        |  |  |       |  |  |                          |  |  |                         |  |
|                                       |                         | Guglielmo I di Hainaut              | Giovanni I di Hainaut  |  |  |       |  |  |                          |  |  |                         |  |
|                                       |                         | Guglielmo I di Hainaut              | Giovanni I di Hainaut  |  |  |       |  |  |                          |  |  |                         |  |
|                                       |                         | Guglielmo I di Hainaut              | Filippa di Lussemburgo |  |  |       |  |  |                          |  |  |                         |  |
| Filippa di Hainaut                    |                         | Guglielmo I di Hainaut              |                        |  |  |       |  |  |                          |  |  |                         |  |
|                                       |                         | Giovanna di Valois                  | Carlo di Valois        |  |  |       |  |  |                          |  |  |                         |  |
|                                       |                         | Giovanna di Valois                  | Carlo di Valois        |  |  |       |  |  |                          |  |  |                         |  |
|                                       |                         | Giovanna di Valois                  | Margherita d'Angiò     |  |  |       |  |  |                          |  |  |                         |  |
| Riccardo II d'Inghilterra             |                         | Giovanna di Valois                  |                        |  |  |       |  |  |                          |  |  |                         |  |
|                                       | Edoardo I d'Inghilterra | Enrico III d'Inghilterra            |                        |  |  |       |  |  |                          |  |  |                         |  |
|                                       | Edoardo I d'Inghilterra | Enrico III d'Inghilterra            |                        |  |  |       |  |  |                          |  |  |                         |  |
|                                       | Edoardo I d'Inghilterra | Eleonora di Provenza                |                        |  |  |       |  |  |                          |  |  |                         |  |
| Edmondo Plantageneto, I conte di Kent | Edoardo I d'Inghilterra |                                     |                        |  |  |       |  |  |                          |  |  |                         |  |
|                                       |                         | Margherita di Francia               | Filippo III di Francia |  |  |       |  |  |                          |  |  |                         |  |
|                                       |                         | Margherita di Francia               | Filippo III di Francia |  |  |       |  |  |                          |  |  |                         |  |
|                                       |                         | Margherita di Francia               | Maria di Brabante      |  |  |       |  |  |                          |  |  |                         |  |
| Giovanna di Kent                      |                         | Margherita di Francia               |                        |  |  |       |  |  |                          |  |  |                         |  |
|                                       |                         | John Wake, I barone Wake di Liddell | Baldwin Wake           |  |  |       |  |  |                          |  |  |                         |  |
|                                       |                         | John Wake, I barone Wake di Liddell | Baldwin Wake           |  |  |       |  |  |                          |  |  |                         |  |
|                                       |                         | John Wake, I barone Wake di Liddell | Hawise di Chester      |  |  |       |  |  |                          |  |  |                         |  |
| Margaret Wake                         |                         | John Wake, I barone Wake di Liddell |                        |  |  |       |  |  |                          |  |  |                         |  |
|                                       |                         | Joan de Fiennes                     | Sir William de Fiennes |  |  |       |  |  |                          |  |  |                         |  |
|                                       |                         | Joan de Fiennes                     | Sir William de Fiennes |  |  |       |  |  |                          |  |  |                         |  |
|                                       |                         | Joan de Fiennes                     | Blanche de Brienne     |  |  |       |  |  |                          |  |  |                         |  |
|                                       |                         | Joan de Fiennes                     |                        |  |  |       |  |  |                          |  |  |                         |  |

## Matrimoni e discendenza
Il 22 gennaio 1383 si sposò con Anna di Boemia, figlia di Carlo IV di Lussemburgo e di Elisabetta di Pomerania, ma non ebbero figli ed ella morì il 7 giugno 1394. Si dice che Riccardo le fosse stato devoto.
Il 31 ottobre 1396 si sposò con la Principessa Isabella di Valois, figlia di Carlo VI di Francia e Isabella di Baviera, ma il loro matrimonio fu parimenti privo di prole, anche perché alla morte di Riccardo la regina aveva solo dieci anni.
Non si conosce alcuna discendenza di Riccardo II.